# PSR J0437-4715
PSR J0437-4715 es un púlsar descubierto en el sondeo Parkes de 70 cm, sigue siendo el pulsar de milisegundos (MSP) más cercano y brillante  conocido. El púlsar gira alrededor de su eje 173,7 veces por segundo y, por lo tanto, completa una rotación cada 5,75 milisegundos. Emite un haz de radio parecido a un reflector que pasa por la Tierra cada vez que gira. Actualmente el objeto ubicado más precisamente fuera del sistema solar, el PSR J0437-4715 está a 156,3 parsecs o 509,8 años luz de distancia.
Este púlsar se distingue por ser el reloj natural más estable conocido y es discutiblemente más estable que los relojes atómicos hechos por el hombre. Su estabilidad es de aproximadamente una parte en 1015. Se sabe que otros dos púlsares, PSR B1855 + 09 y PSR B1937 + 21, son comparables en estabilidad a los relojes atómicos, o aproximadamente 3 partes en 1014.
PSR J0437-4715 es el primer MSP en detectar y estudiar sus emisiones de rayos X en detalle. También es el primero de solo dos púlsares en tener la orientación tridimensional completa de su órbita determinada.
Las observaciones ópticas indican que el compañero binario del PSR J0437-4715 es muy probablemente una enana blanca de helio de baja masa. El púlsar tiene una masa solar de alrededor de 1,8 (M☉) y el compañero es de aproximadamente 0,25 M☉. El par gira uno alrededor del otro cada 5,75 días en órbitas circulares casi perfectas.
Es uno de los pulsares que se utiliza en el sistema de posicionamiento galáctico.